# Jinkō Shōjo 3
Jinkō Shōjo 3 (人工少女3) est un jeu de drague et eroge 3D pour Windows. Ce jeu a été publié par Illusion en 2007, c'est la suite de Jinkō Shōjo 2. Le joueur prend le rôle d'un homme vivant dans une maison avec au maximum cinq filles. L'objectif général du jeu est d'obtenir des rencards et éventuellement avoir des relations sexuelles. Le jeu comprend un éditeur permettant au joueur de créer les filles avec lesquelles il va interagir, il peut ainsi modifier leur apparence physique, les traits psychologiques ou les tenues choisis parmi un ensemble d'éléments largement personnalisable. L'action se déroule dans un grand environnement virtuel comprenant la maison du personnage masculin ainsi que le quartier environnant qui comprend notamment une école, une plage, un cabinet de médecin et un temple.
Un pack d'extension du jeu, Jinkō Shōjo 3: Hannari, a été publié par Illusion en 2008.